# Handball Club Zubří
Dernière mise à jour : 28 avril 2024.

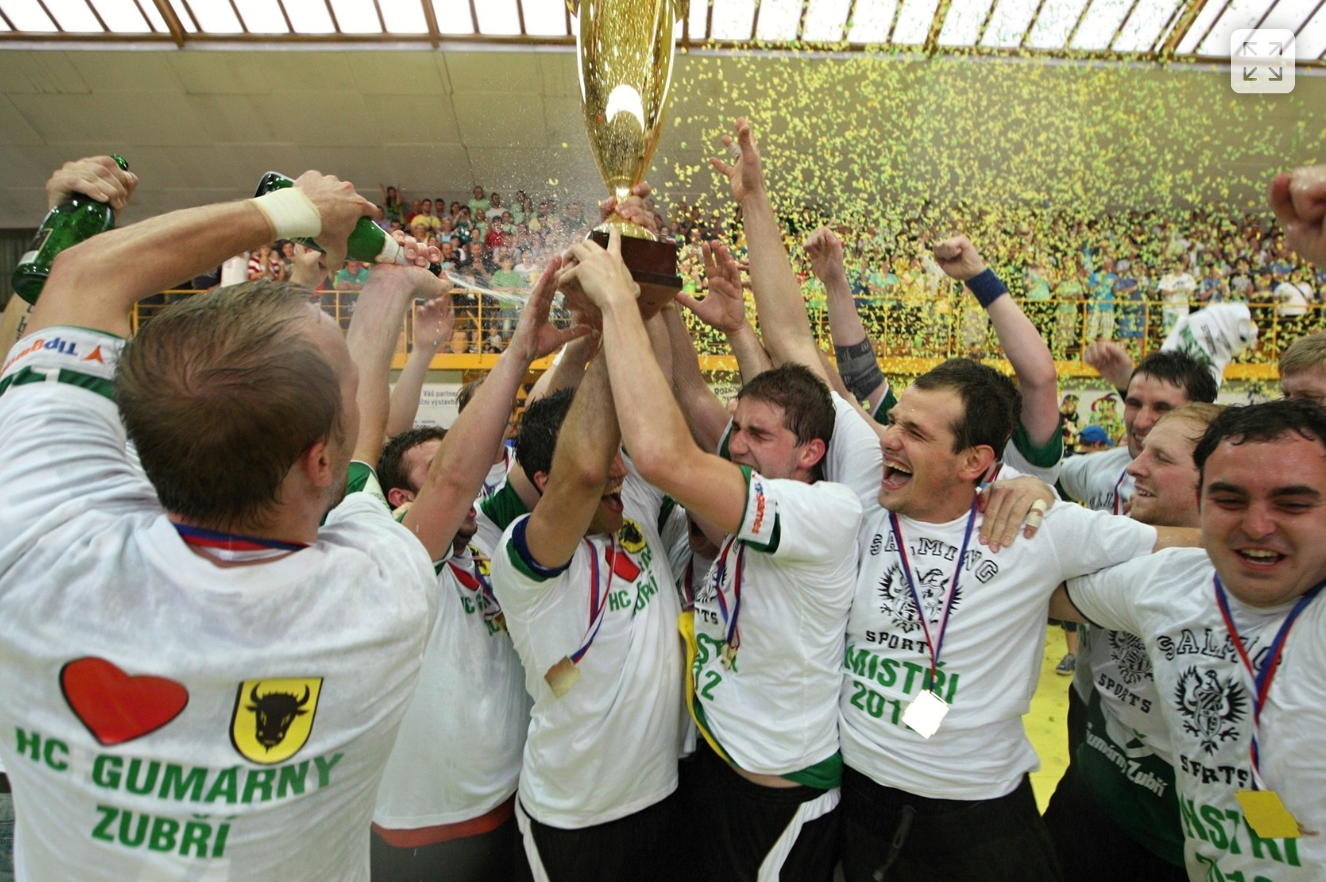
Le club, champion en 2012.

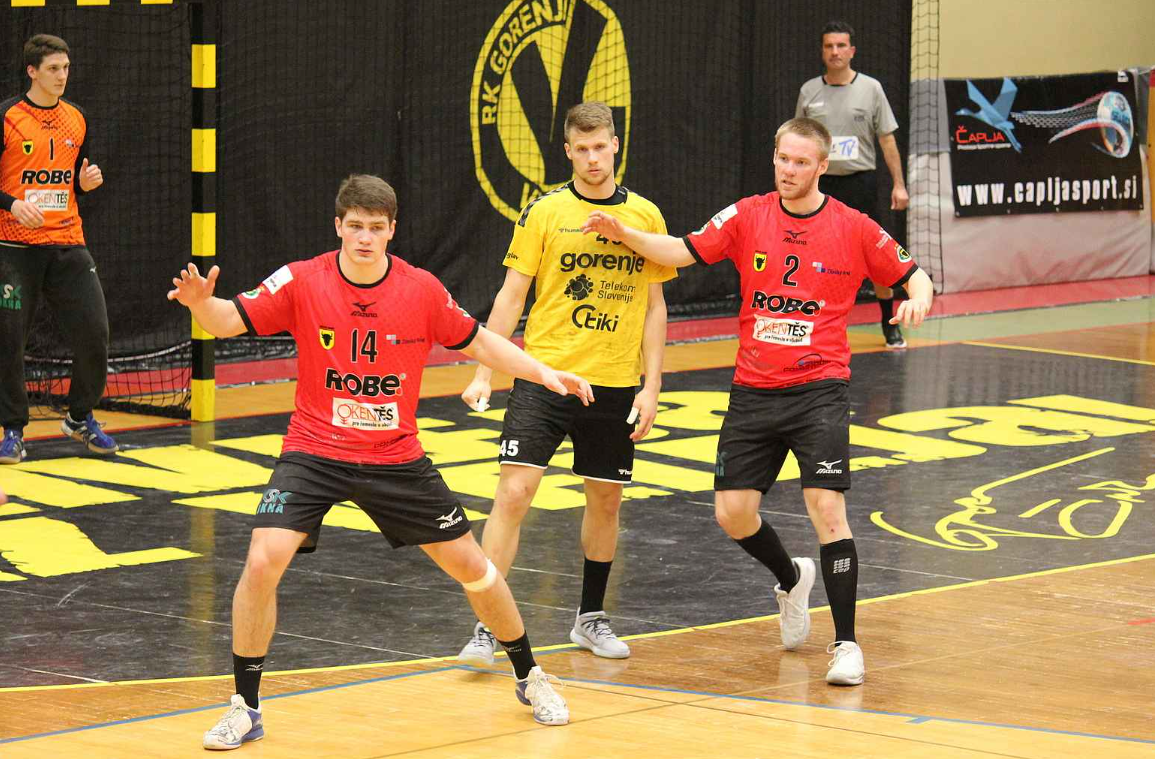
Le club (ici en rouge) en 2021.

Le Handball Club Zubří est un club de handball situé à Zubří en Tchéquie.

## Histoire
Fondé en 1926, le club joue alors à la házená (en), un précurseur du handball à onze.
Mais c'est à partir des années 1990 que le club obtient des résultats probants, remportant trois fois le Championnat de République tchèque en 1996, 1997 et 2012 ainsi que deux fois la Coupe de République tchèque en 1997 et 2009. Le club a également participé à plusieurs coupes d'Europe et notamment deux fois à  la Ligue des champions.
Les couleurs du club sont le vert, le jaune, le noir et leurs diverses combinaisons. Le HC Zubří joue ses matchs à domicile dans la ROBE Arena, qui a une capacité de 1 200 spectateurs, qui créent traditionnellement une excellente atmosphère de spectateur avec une forte fréquentation.

## Palmarès
Compétitions nationales
- Championnat de République tchèque (3) : 1996, 1997, 2012
  - Vice-champion en (6) : 1995, 2006, 2007, 2008, 2009, 2010
  - Troisième place en (6) : 1998, 2001, 2011, 2017, 2018, 2022
- Coupe de République tchèque (2) : 1997, 2009

Compétitions internationales
- Tour principal de la Ligue des champions (C1) en 1997-1998
- Participation à la Coupe des vainqueurs de coupe (C2) en 2007-2008 et 2008-2009
- Quarts de finale de la Coupe européenne (C4) en 2020-2021

## Personnalités liées au club
Parmi les personnalités liées au club, on trouve :
- Jakub Hrstka, joueur de 2006 à 2011, 2024 - présent
- Miroslav Jurka, joueur avant 2013 et depuis 2019